# Franco de Turgovia
El franco fue la moneda del cantón suizo de Turgovia entre 1798 y 1803. Cada franco se subdividía en 10 Batzen, a su vez, cada Batzen se subdividía en 4 Kreuzer (1 Gulden = 15 Batzen = 60 Kreuzer).

## Historia
El franco era la moneda de la República Helvética desde 1798. La República Helvética dejó de emitir monedas de en 1803. Por lo que Turgovia emitió su propio dinero entre 1808 y 1809. En 1850, el franco suizo fue reintroducido, a razón de 1 ½ de francos suizos = 1 Franco de Turgovia (1 Gulden = 2.12 francos suizos).

## Monedas
Sólo se ha emitido una serie de numismas. Estas monedas fueron emitidas en denominaciones de ½ y 1 Kreuzer, ½ y 1 Batzen, acuñadas en vellón, junto con monedas de plata de 5 Batzen.